# Широкородська
Широкоро́дська (рос. Широкородская) — присілок у складі Даровського району Кіровської області, Росія. Входить до складу Лузянського сільського поселення.
Населення становить 13 осіб (2010, 25 у 2002).
Національний склад станом на 2002 рік — росіяни 96 %.